# Vulcanella ornata
Vulcanella ornata är en svampdjursart som först beskrevs av William Johnson Sollas 1888.  Vulcanella ornata ingår i släktet Vulcanella och familjen Pachastrellidae.
Artens utbredningsområde är havet utanför Kap Verde. Inga underarter finns listade i Catalogue of Life.